# فرودگاه آبی گادز لیک ناروز
فرودگاه آبی گادز لیک ناروز (به انگلیسی: Gods Lake Narrows Water Aerodrome) یک فرودگاه همگانی است که یک باند فرود آب دارد. این فرودگاه در کشور کانادا قرار دارد و در ارتفاع ۱۸۱ متری از سطح دریا واقع شده‌است.